# Jay Thomas Evans

Zawodnik Oklahoma Sooners

Jay Thomas „Tommy” Evans (ur. 21 stycznia 1931 w Tulsie, zm. 18 marca 2008 w Norman) – amerykański zapaśnik walczący w obu stylach. Dwukrotny olimpijczyk. Zdobył srebrny medal w Helsinkach 1952. Piąty i ósmy w Melbourne 1956. Walczył w kategorii do 67 kg.
Złoty medalista igrzysk panamerykańskich w 1955 roku.
Zawodnik Will Rogers High School w Tulsa i University of Oklahoma. Trzy razy All-American w NCAA Division I (1951–1954). Pierwszy w 1952 i 1954; drugi w 1951. Zdobył też tytuł "Outstanding Wrestler" w 1952 i 1954 roku.
Służył w Air Force. Trener zapasów, w tym reprezentacji olimpijskiej w stylu wolnym, w Meksyku 1968.

## Letnie Igrzyska Olimpijskie 1952
| Konkurencja      | Rundy eliminacyjne    | Rundy eliminacyjne | Rundy eliminacyjne    | Rundy eliminacyjne | Rundy eliminacyjne     | Rundy eliminacyjne | Rundy eliminacyjne     | Rundy eliminacyjne        | Klas. końcowa |
| Konkurencja      | Przeciwnik I          | Przeciwnik II      | Przeciwnik III        | Przeciwnik IV      | Przeciwnik V           | Przeciwnik VI      | Przeciwnik VII         | Przeciwnik VIII           | Miejsce       |
| ---------------- | --------------------- | ------------------ | --------------------- | ------------------ | ---------------------- | ------------------ | ---------------------- | ------------------------- | ------------- |
| 67 kg styl wolny | Muhammad Badr (EGY) Z | Jack Vard (IRL) Z  | Osvaldo Blasi (ARG) Z | Jan Cools (BEL) Z  | Risto Talosela (FIN) Z | wolny los Z        | Olle Anderberg (SWE) P | Tofigh Jahanbakht (IRI) Z | 2.            |

## Letnie Igrzyska Olimpijskie 1956
| Konkurencja          | Rundy eliminacyjne      | Rundy eliminacyjne       | Klas. końcowa |
| Konkurencja          | Przeciwnik I            | Przeciwnik II            | Miejsce       |
| -------------------- | ----------------------- | ------------------------ | ------------- |
| 67 kg styl klasyczny | Kyösti Lehtonen (FIN) P | Dimityr Stojanow (BUL) P | 8.            |

| Konkurencja      | Rundy eliminacyjne  | Rundy eliminacyjne       | Rundy eliminacyjne  | Rundy eliminacyjne | Klas. końcowa |
| Konkurencja      | Przeciwnik I        | Przeciwnik II            | Przeciwnik III      | Przeciwnik IV      | Miejsce       |
| ---------------- | ------------------- | ------------------------ | ------------------- | ------------------ | ------------- |
| 67 kg styl wolny | Jack Taylor (GBR) Z | Shigeru Kasahara (JPN) Z | Mario Tovar (MEX) Z | Gyula Tóth (HUN) P | 5.            |